# Commoris modesta
Commoris modesta là một loài nhện trong họ Salticidae.
Loài này thuộc chi Commoris. Commoris modesta được Elizabeth Bangs Bryant miêu tả năm 1943.